# Ponte Punta Penna Pizzone
A Ponte Punta Penna Pizzone, azaz Punta Penna Pizzone híd a Taranto két beltengerét (Mar Grande és Mar Piccolo) elválasztó Punta Penna és Punta Pizzone földnyelveket köti össze. A híd megépítésének célja Taranto város közlekedésének enyhítése volt és a forgalom elterelése a történelmi városközpontból. A híd megépítésével ugyanakkor biztosították a gyors közúti kapcsolatot a város északi és déli negyedei között, melyeket a két beltenger választ el egymástól.
Az 1909 méter hosszú, 45 m magas vasbeton szerkezetű hidat 1977. július 30-án nyitották meg. Tervezője Giorgio Belloni volt. Egyike Európa leghosszabb közúti hídjainak.